# آندره باره
آندره باره (فرانسوی: André Barrais‎; ۲۲ فوریهٔ ۱۹۲۰ – ۱۵ ژانویهٔ ۲۰۰۴) بازیکن بسکتبال اهل فرانسه بود.